# 장의황후
장의황후 이씨(章懿皇后 李氏, 987년 ~ 1032년 4월 14일(음력 2월 26일))는 북송 진종의 후궁으로 인종의 생모이다. 항주의 관료집안 출신으로 조부 이연사(李延嗣)는 금화현 주부를, 부친 이인덕(李仁德)은 좌반전직을 지냈다.

## 생애
이씨는 어려서 입궁하여 진종의 아내인 유씨의 궁녀가 되었다가 진종의 눈에 띄었다. 1010년 조정(趙禎)을 낳은 이씨는 숭양현군으로 봉해졌고 이어서 재인을 거쳐 완의까지 올랐지만 그녀가 낳은 아들 조정은 황후 유씨의 아들로서 자랐다. 1022년 진종이 죽고 인종으로 즉위한 뒤에도 조정은 자신의 어머니가 누구인지 몰랐다. 1032년 중병에 걸린 이씨는 신비(宸妃)로 진봉되었고 46세의 나이로 세상을 떠났다. 태후 유씨는 이씨를 궁인의 신분으로 조촐하게 장사지내려 했지만 재상 여이간이 이를 반대하였다. 그는 "태후께서 유씨 집안의 평안을 바라신다면 신비의 장례를 후하게 치러주셔야 합니다." 하고 충고했고 유씨도 그 뜻을 받아들였다. 여이간은 이씨에게 황후의 옷을 입혀 염습하고 관 속을 수은으로 채웠다. 이듬해 태후가 세상을 떠나자 연왕 조덕소가 인종에게 그가 이씨의 소생임을 알렸다. 인종은 어머니를 알아보지 못한 것을 애통해 하며 이씨를 장의황후로 추존하고 영정릉으로 모셨다. 또한 이씨의 동생인 이용화를 찾아내 높은 벼슬을 주고 딸 복강공주(福康公主)를 그 아들과 결혼시켰다.

## 기타
조선 영조는 어머니 숙빈 최씨의 이야기가 나올 때면 장의황후와 인종의 사례를 언급했다고 한다.

## 참고 문헌
- 샹관핑, 《중국사 열전, 후비 - 황제를 지배한 여인들》, 달과소, 2008